# Pelomyxa binucleata
Pelomyxa binucleata – gatunek pełzaka należącego do supergrupy Amoebozoa.
Występuje na dnie zbiorników wodnych. Osiąga wielkość 200 μm do 300 μm jest kształtu owalnego. Porusza się za pomocą szerokiej nibynóżki zwanej lobopodium, którą wytwarza w kierunku ruchu. W czasie ruchu komórka przybiera kształt cygara i osiąga długość 400 – 450 μm. Komórka pokryta jest plazmatyczną błoną oraz otoczona cienką ale wyraźną warstwą glikokaliksu. Młode komórki są jednojadrowe, posiadają kształt owalny, charakteryzują się również przepływem cytoplazmy.
Gatunek ten stwierdzono na terenie Rosji.